# Placostylus cuniculinsulae
Placostylus cuniculinsulae foi uma espécie de gastrópodes da família Bulimulidae.
Foi endémica da Austrália.